# Kylie Masseová
Kylie Jacqueline Masseová (* 18. ledna 1996 La Salle) je kanadská plavkyně, znakařská specialistka. Je studentkou kineziologie na Torontské univerzitě a trénuje ji Byron MacDonald.
Je vítězkou Univerziády 2015 na 100 metrů znak. Na Letních olympijských hrách 2016 obsadila na znakařské stovce bronzovou medaili, o niž se dělila s Číňankou Fu Jüan-chuej. V roce 2016 se také stala dvojnásobnou vicemistryní světa v plavání v krátkém bazénu (100 m znak a polohová štafeta 4×100 m). Vyhrála závod na 100 metrů znak na mistrovství světa v plavání 2017, kde ve finále vytvořila časem 58,10 světový rekord. O rok později tento rekord překonala Američanka Kathleen Bakerová.
Na Hrách Commonwealthu v roce 2018 vyhrála znakařské závody na 100 m i 200 m a obsadila druhé místo na 50 m znak i v polohové štafetě. Získala rovněž zlatou medaili ze 100 metrů znak na Panpacifickém mistrovství v plavání 2018.